# Campus Mitte
Campus Mitte is een universiteitscampus van de Rheinisch-Westfälische Technische Hochschule (RWTH) in het centrum van de Duitse stad Aken, deels gelegen in de binnenstad (Altstadt), deels in de daarop aansluitende straten tussen Schinkelstraße en station Aachen West. Van de tientallen universiteitsgebouwen in dit gebied zijn er ongeveer twintig beschermde monumenten (Baudenkmäler).

## Geschiedenis
Anders dan moderne campusuniversiteiten, heeft de Campus Mitte van de RWTH Aken zich ontwikkeld over een langere tijdspanne van circa anderhalve eeuw. Zo bevinden zich binnen deze centrale campus pal naast elkaar het historische Hauptgebäude uit 1868 en het hypermoderne servicecentrum SuperC uit 2008. Die mix van oud en nieuw is kenmerkend voor de hele campus.
Omstreeks 1860 werd het besluit genomen om de op te richten polytechnische school van de Pruisische Rijnprovincie en Westfalen te vestigen in Aken. Daarna bleef de vraag waar in Aken het gebouw van deze Königlich Rheinisch-Westphälische Polytechnische Schule zou moeten verrijzen. Men had de keuze tussen een perceel aan de noordkant van de Templergraben, eigendom van de stedelijke instelling voor armenzorg, en een perceel tussen de Kölntor en de Adalbertstor, dat toebehoorde aan de Akense zakenman Gerhard Rehm. In 1864 viel de keuze op het eerstgenoemde perceel, dat 3⅔ morgen groot was, ongeveer 11.000 m². Het terrein lag tussen de Templergraben, aangelegd op de eerste stadsmuur van Aken, en het toenmalige station Templerbend, net buiten de tweede stadsmuur. Het gebied tussen de binnenste en buitenste stadsmuur was lang onbebouwd gebleven.
De ontwerpopdracht van het nieuwe onderwijsgebouw werd in 1864 gegeven aan de Akense bouwmeester Robert Ferdinand Cremer (1826–1882), een zoon van Johann Peter Cremer. Het ontwerp in Italiaanse renaissancestijl vertoont onmiskenbaar gelijkenissen met universiteitsgebouwen in Dresden, Stuttgart en Zürich, waarvan de laatste twee door Cremer tijdens een studiereis bezocht waren. De eerstesteenlegging van het gebouw aan de Templergraben vond plaats op 15 mei 1865 en werd tien dagen later nog eens herhaald in aanwezigheid van de Pruisische koning Wilhelm I. In 1868 was het gebouw voltooid, maar vier jaar later moest het wegens plaatsgebrek al worden uitgebreid. In 1938-40 volgde een tweede uitbreiding.
Nog in de 19e eeuw breidde de hogeschool uit met diverse gebouwen in de omgeving. Een van de oudste, nog bestaande gebouwen is het Bergbau-Gebäude aan de Wüllnerstraße, gebouwd tussen 1894 en 1897 naar ontwerp van architect Mennicke. Het gebouw, net als het Hauptgebäude in de stijl van de Italiaanse renaissance, was bestemd voor de studierichtingen mijnbouw en elektrochemie. De façade van basaltlava bevat fraaie reliëfs van de Münchense beeldhouwer Karl Krauß. In de jaren 1950 werd van dit gebouw en bij een naastgelegen bijgebouw van de universiteitsbibliotheek het in de oorlog beschadigde dak vervangen door een extra verdieping. Bij het eerstgenoemde gebouw gebeurde dat op een respectvolle manier, doordat de dakverdieping enigszins terugwijkt; bij het andere gebouw was dat niet het geval. Het aan de overkant van de Wüllnerstraße gelegen zandstenen, deels wit gestucte gebouw dateert uit 1898–1900 en werd ontworpen door Karl Henrici. Het als bibliotheek ontworpen bouwwerk herbergt tegenwoordig het Institut für Statistik en de bijzondere leerboekenverzameling van de universiteitsbibliotheek.
Tussen 1905 en 1910 werd het treinstation Templerbend verplaatst naar het huidige station Aachen West vanwege verdere uitbreidingsplannen van de hogeschool. In 1909 verrees daar het gebouw voor de faculteit Architectuur en het in 2012 gesloten Reiff-Museum. Vanaf 1925 zette een versnelde groei van het aantal studenten in, waardoor nieuwe gebouwen nodig waren. Deze verrezen voor een deel buiten de Altstadt, nabij het nieuwe station Aachen West.
Tijdens de Tweede Wereldoorlog gingen diverse historische gebouwen van de RWTH verloren door bombardementen of de daarop volgende branden. Na de oorlog werden de beschadigde gebouwen zoveel mogelijk hersteld. In de jaren 1960 en 1970 volgde een ware bouwhoos van meest functionalistisch vormgegeven universiteitsgebouwen. Ook werden leegstaande gebouwen hergebruikt, zoals de twee schoolgebouwen uit 1892 en 1898 aan de Kármánstraße en Eilfschornsteinstraße, die tegenwoordig het Filosofisch Instituut van de RWTH herbergen. Het uit de jaren 1970 daterende Kármán-Auditorium is sinds 2017 gesloten en ondergaat sinds 2022 een uitgebreide renovatie.
Recente toevoegingen zijn het eerder genoemde studentenservicecentrum SuperC uit 2008 en het 14.000 m² grote collegezalencomplex CARL, dat in 2016 werd geopend.

## Drie campussen
De RWTH Aken is geen campusuniversiteit in traditionele zin. In plaats daarvan zijn de universiteitsgebouwen en studentenhuisvestingscomplexen verspreid over drie kerngebieden. Het basisidee van een universiteit met drie campuslocaties ontstond in 2005, toen met het "Campusprojekt RWTH Aachen" gekozen werd voor de volgende concentraties van bestaande en nieuw te bouwen huisvesting:
- Campus Mitte, de ontstaanslocatie van de RWTH aan de Templergraben en omgeving in het historische centrum van Aken (de Altstadt), later uitgebreid buiten de singels in noordwestelijke richting.
- Campus Melaten, de grootschalige uitbreiding van de universiteit in het gebied Melaten, begonnen in 1966 met de verwerving door de RWTH van het landgoed Melaten, gevolgd door de bouw van het Klinikum Aken. Na voltooiing zal de campus 47 hectare beslaan.[5]
- Campus West, de toekomstige campus langs de spoorlijn Aken - Kassel ten noorden van station Aachen West, een langgerekt gebied met een oppervlakte van 32,5 hectare. Campus West moet de verbinding gaan vormen tussen Campus Mitte en Campus Melaten. Na vele jaren van voorbereidingen, waaronder de versmalling van het spoorwegemplacement, is de bouw in 2023 van start gegaan.[6]

Niet alle RWTH-gebouwen bevinden zich binnen de genoemde campussen. In het stadsdeel Hörn, ten westen van station Aachen-West, bevinden zich enkele grotere complexen, waaronder diverse studentenflats, aan de  Professor-Pirlet-Straße, Mies-van-der Rohe-Straße en Kopernikusstraße. Deze worden soms bij een van de drie genoemde campussen gerekend, maar vormen in feite een eigen campus.

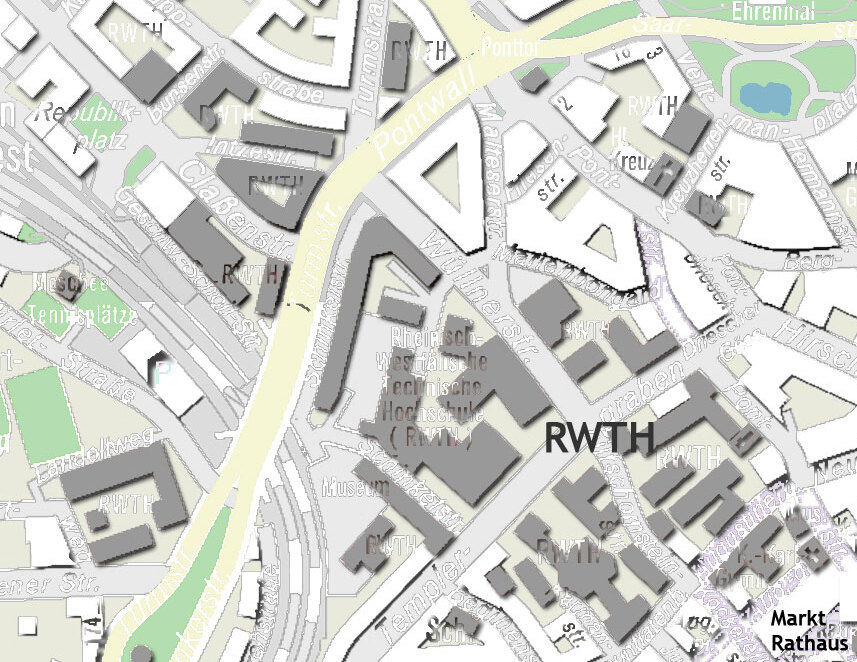
RWTH-gebouwen in de binnenstad (rechts) en aansluitende straten (linksboven)

## Ligging
Campus Mitte is gelegen in het stadsdeel (Stadtbezirk) Aachen-Mitte. De grootste concentratie van universiteitsgebouwen bevindt zich in het noordwestelijk deel van de Altstadt, rondom de ontstaanslocatie van de RWTH aan de Templergraben. Een kleinere concentratie ligt in een daarop aansluitend gebied buiten de singels, ten zuidoosten van station Aachen West.

### Straten
De voornaamste straten met overwegend RWTH-gebouwen zijn:
- in de binnenstad: Templergraben, Eilfschornsteinstraße, Kármánstraße, Augustinerbach, Wüllnerstraße, Schinkelstraße;
- omgeving Aachen West: Schinkelstraße (noordwestzijde), Claßenstraße, Intzestraße, Bunsenstraße.

## Gebouwen (selectie)
Van de tientallen universiteitsgebouwen in de noordwestelijke binnenstad en aansluitende straten zijn de meest opvallende (qua schaal en/of monumentaliteit):
- Hauptgebäude (hoofdgebouw RWTH), gebouwd 1865-68, Templergraben 55
- SuperC (studentenservicecentrum), Templergraben 57
- Hochschulbibliothek, gebouwd 1962-66, Templergraben 59-61
- Sammelbau Naturwissenschaften, Templergraben 64
- Institut für Schweißtechnik und Fügetechnik, Pontstraße 49
- Kármán-Auditorium, collegezalencomplex uit 1977, sinds 2022 in renovatie, met o.a. 18e-eeuwse poort van Kloosterrade, Eilfschornsteinstraße 15
- Sammelbau Maschinenwesen, Eilfschornsteinstraße 18
- Philosophisches Institut, uit 1892/1898, Kármánstraße 19 & Eilfschornsteinstraße 14
- Seminargebäude, Wüllnerstraße 5b
- Bergbau-Gebäude (mijnbouwgebouw), uit 1894-97, Wüllnerstraße 2
- Institut für Statistik, uit 1898–1900, Wüllnerstraße 3
- Audimax (collegezalen), Wüllnerstraße 9 /Schinkelstraße
- Institut für Elektrische Anlagen und Netze, Digitalisierung und Energiewirtschaft (IAEW), Schinkelstraße 6
- Rogowski-Institut (elekrotechniek), Schinkelstraße 2
- Institut für Maschinenelemente (IME), Schinkelstraße 10
- Reiff-Museum / Reiff-Institut (architectuurinstituut; het museum is sinds 2012 gesloten), Schinkelstraße 1
- Institut für Bauforschung, Schinkelstraße 3
- Mensa Academica (mensa), Pontwall 3 / Turmstraße
- Institut für Eisenhüttenkunde, Intzestraße 1 / Claßenstraße
- Institut für metallurgische Prozesstechnik (IME), Intzestraße 3
- Gießerei-Institut, Intzestraße 5
- CARL (collegezalen), Claßenstraße 11

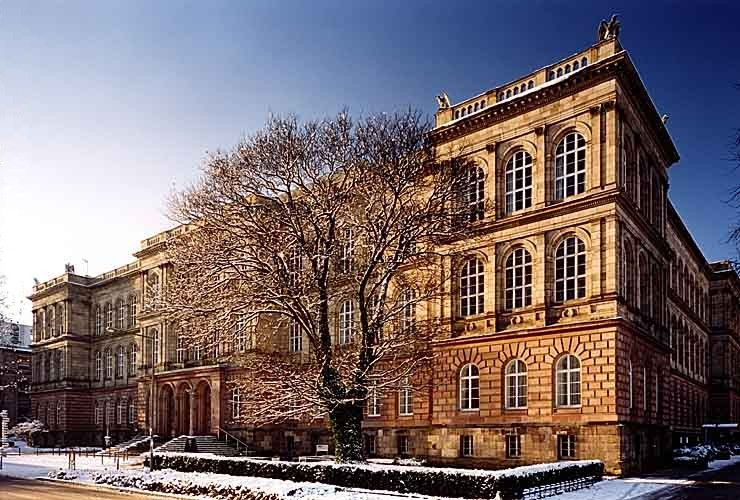
Hauptgebäude
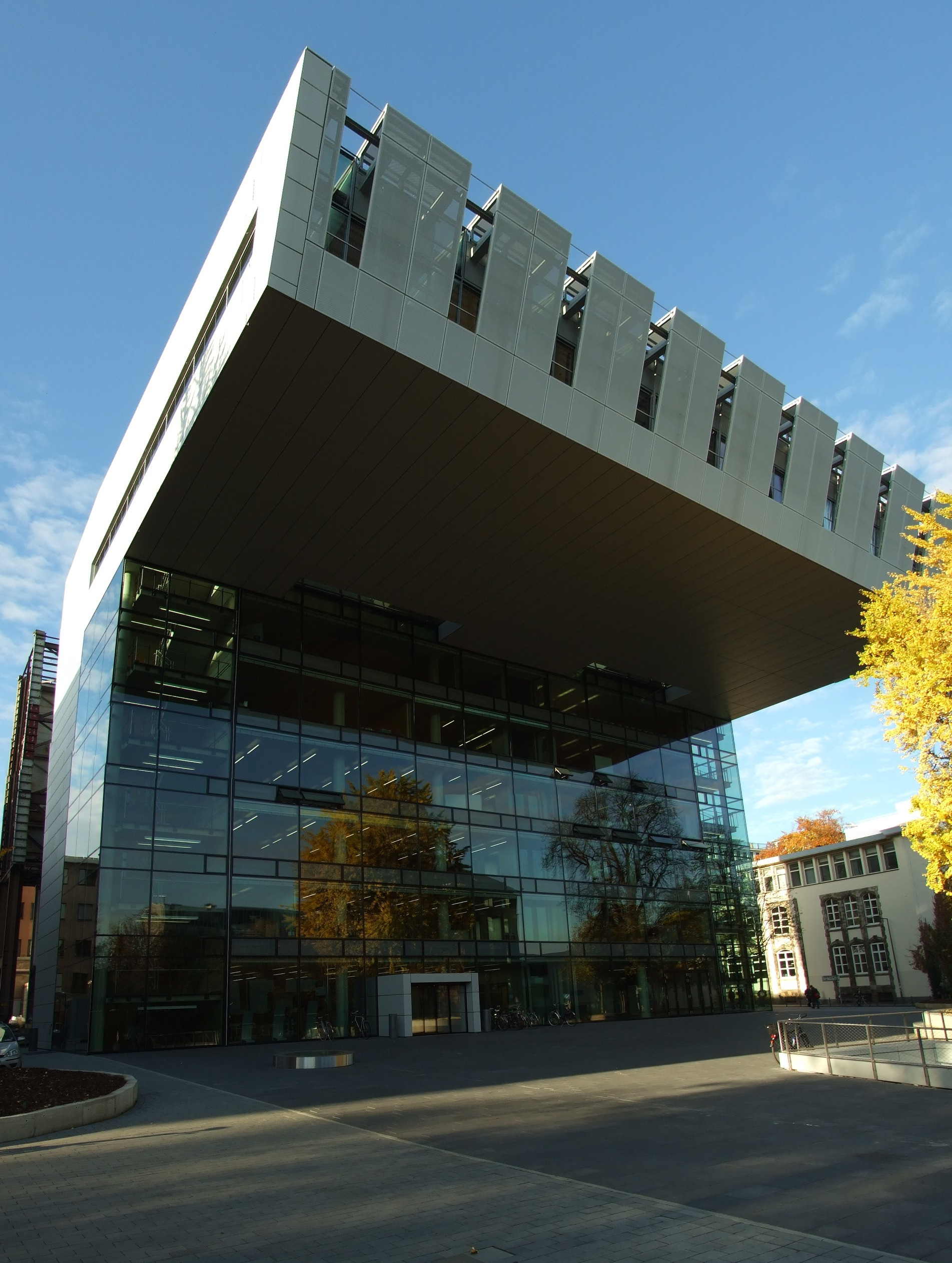
SuperC
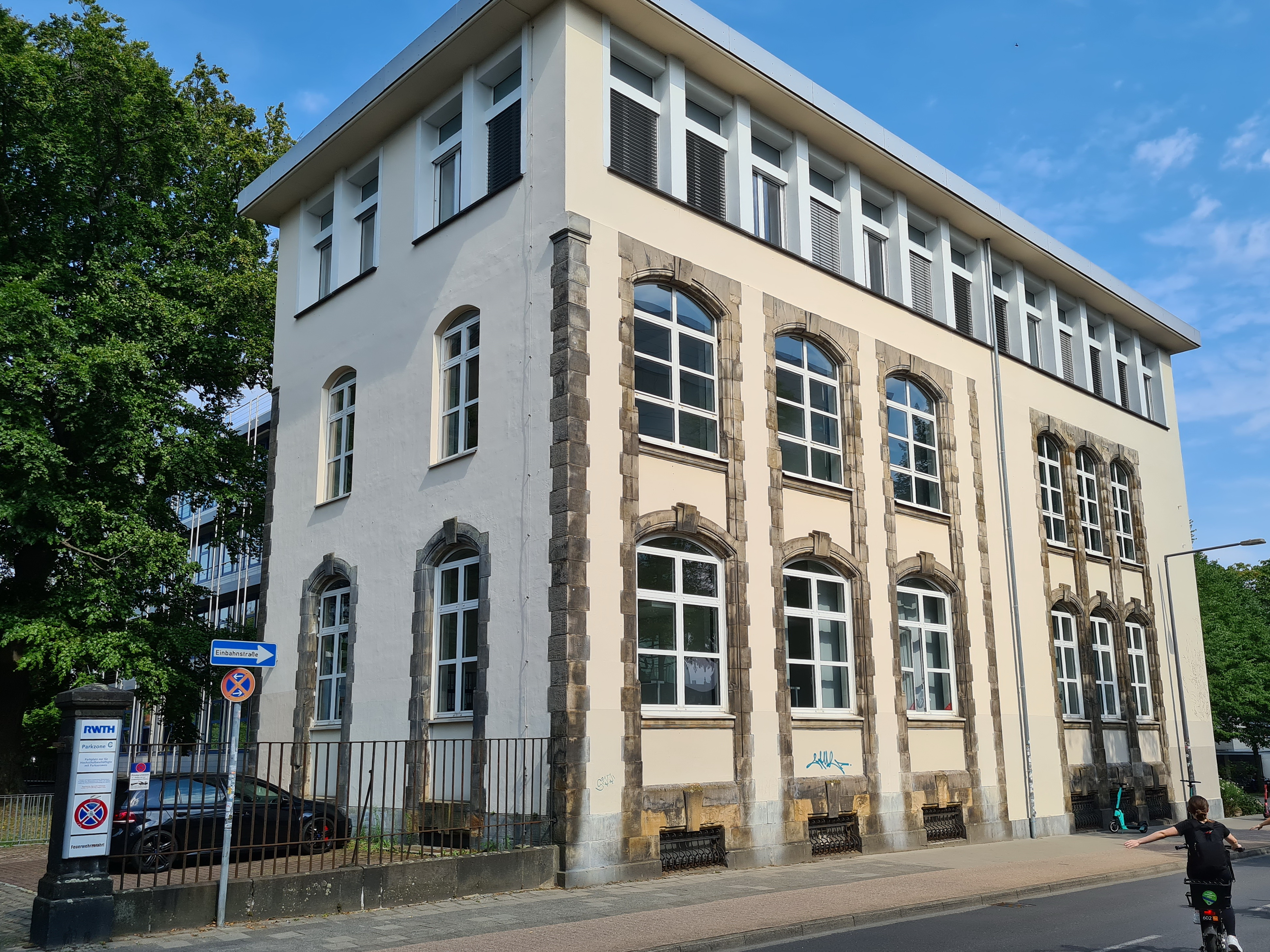
Hochschulbibliothek (bijgebouw)
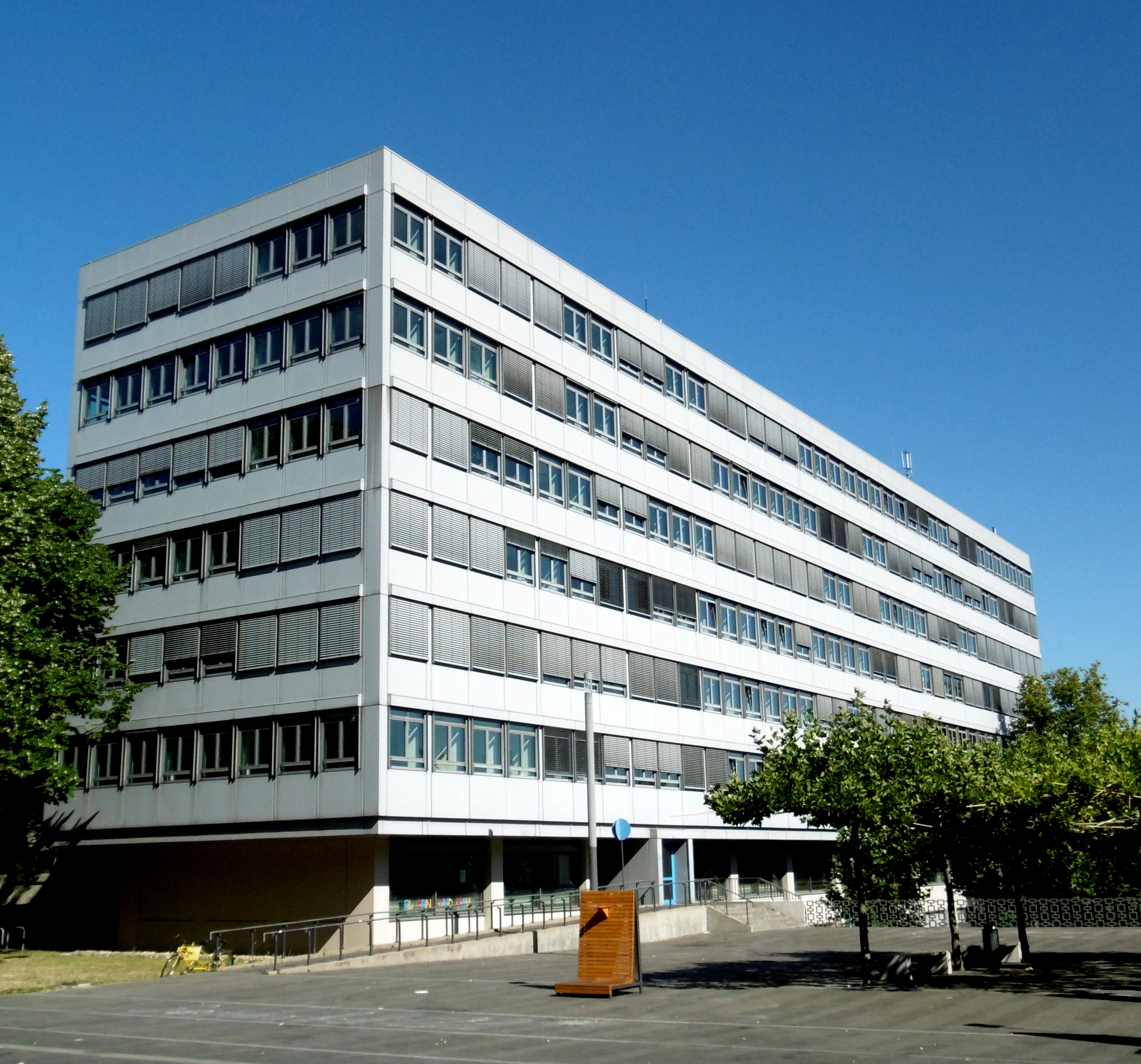
Sammelbau Naturwissenschaften
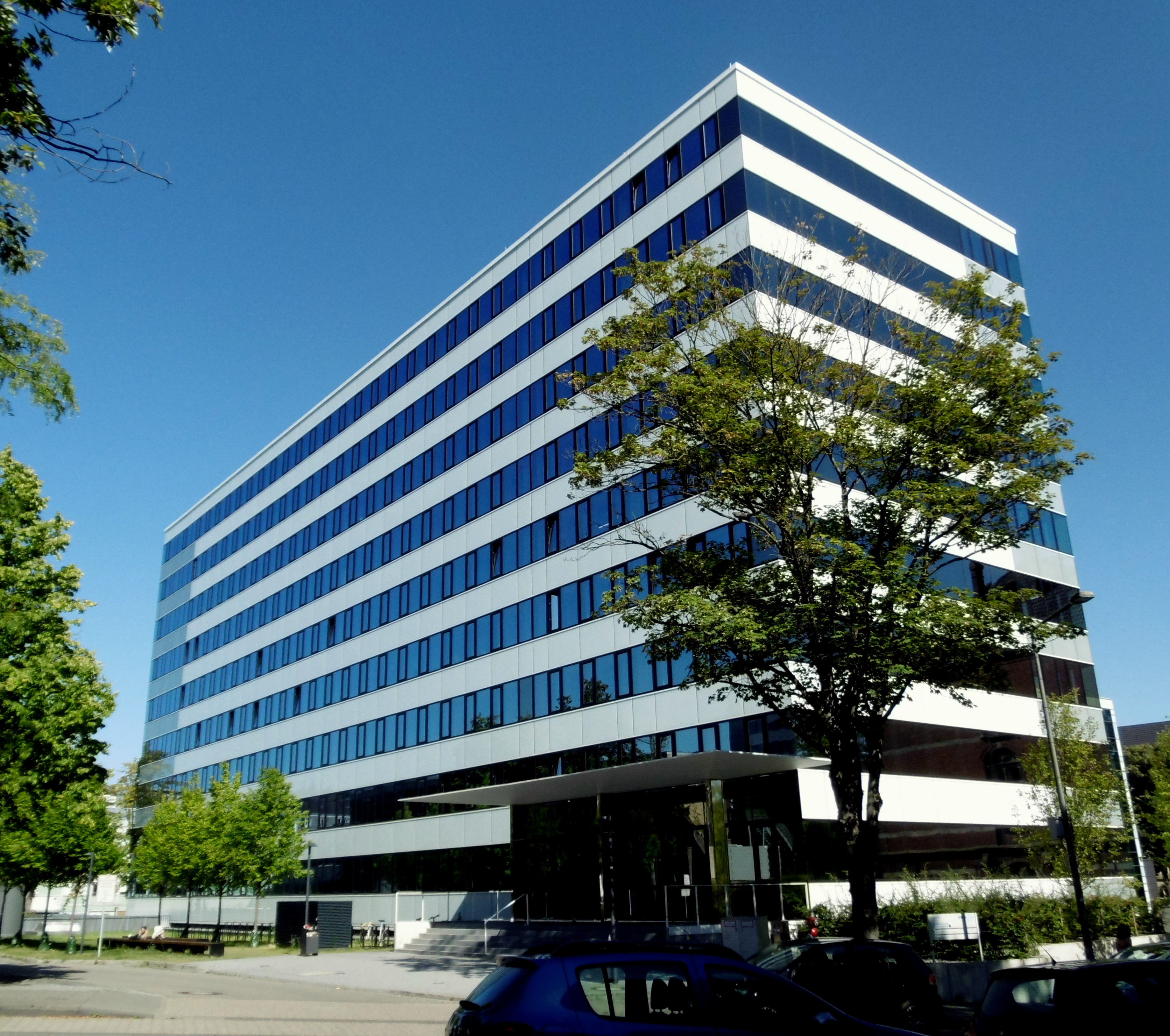
Sammelbau Maschinenwesen
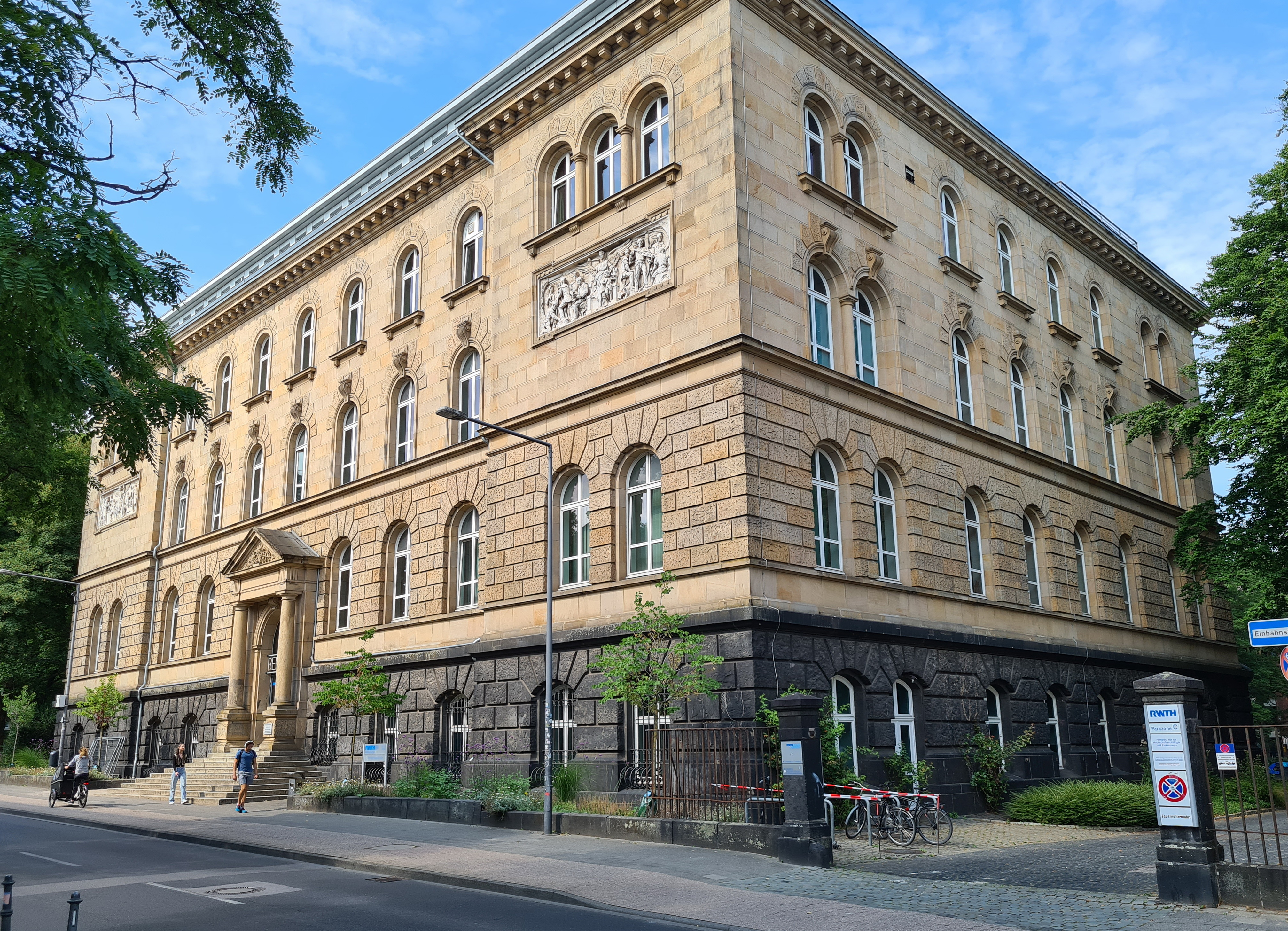
Bergbau-Gebäude
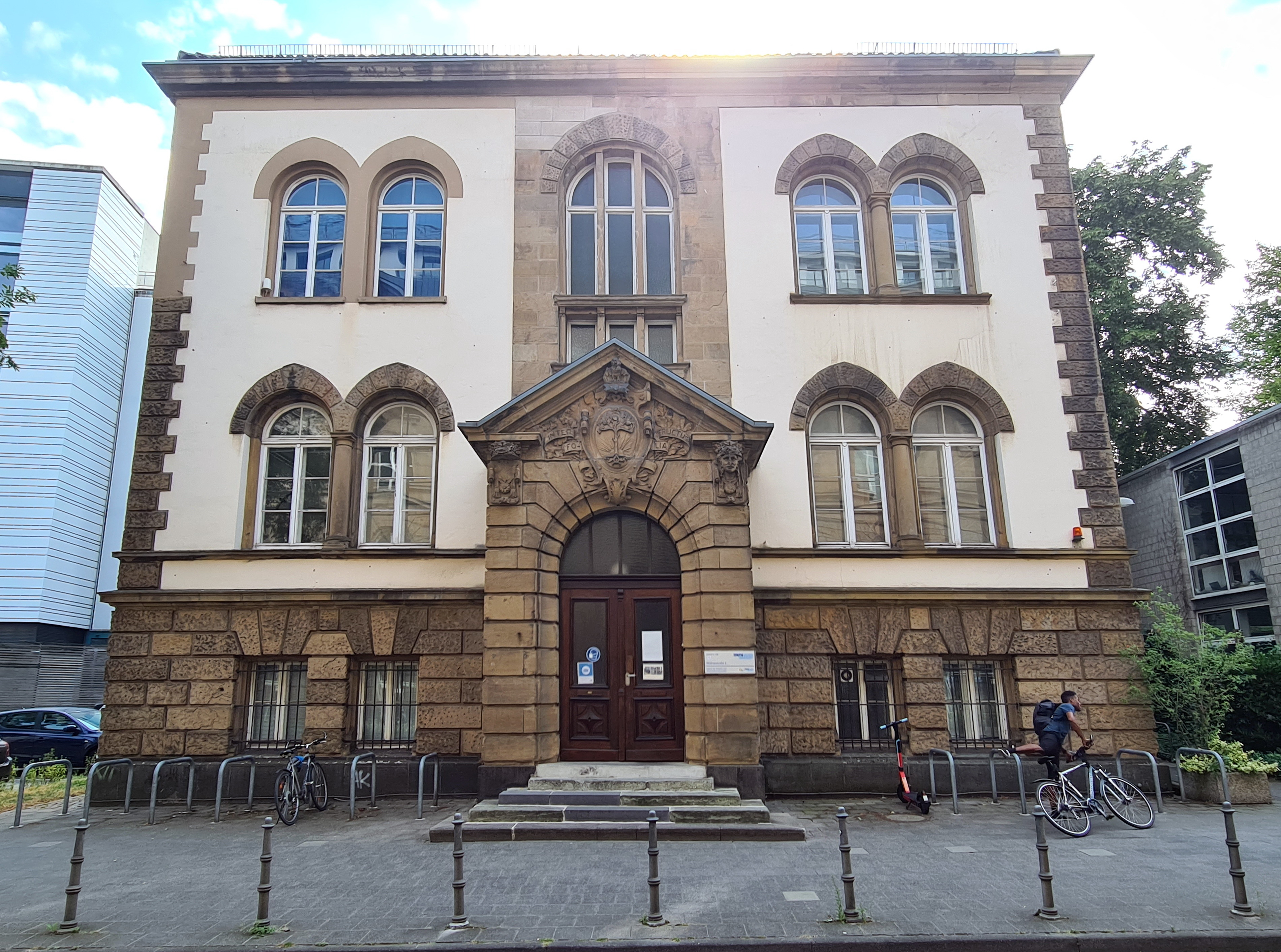
Institut für Statistik
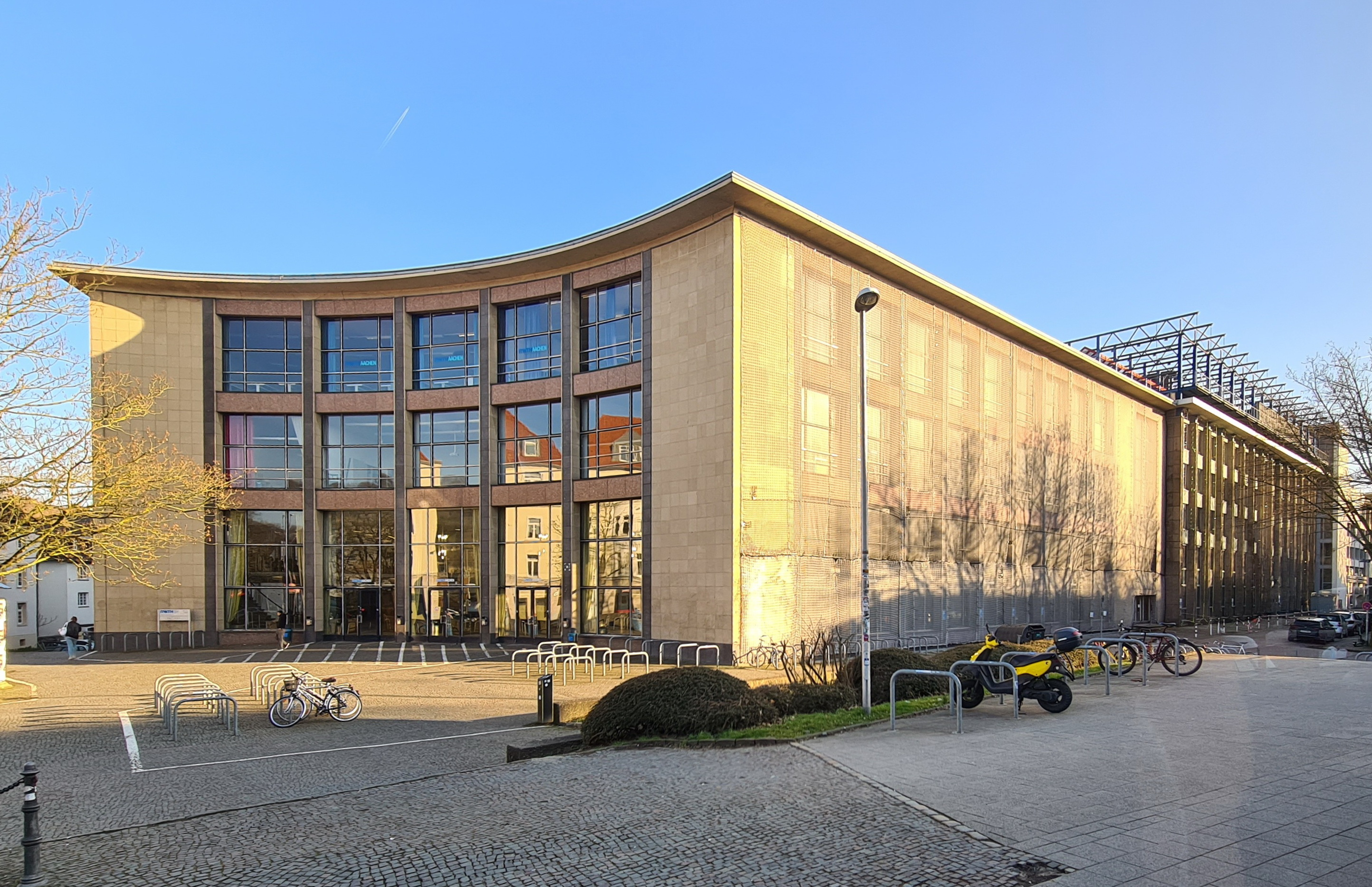
Audimax & IAEW-Gebäude
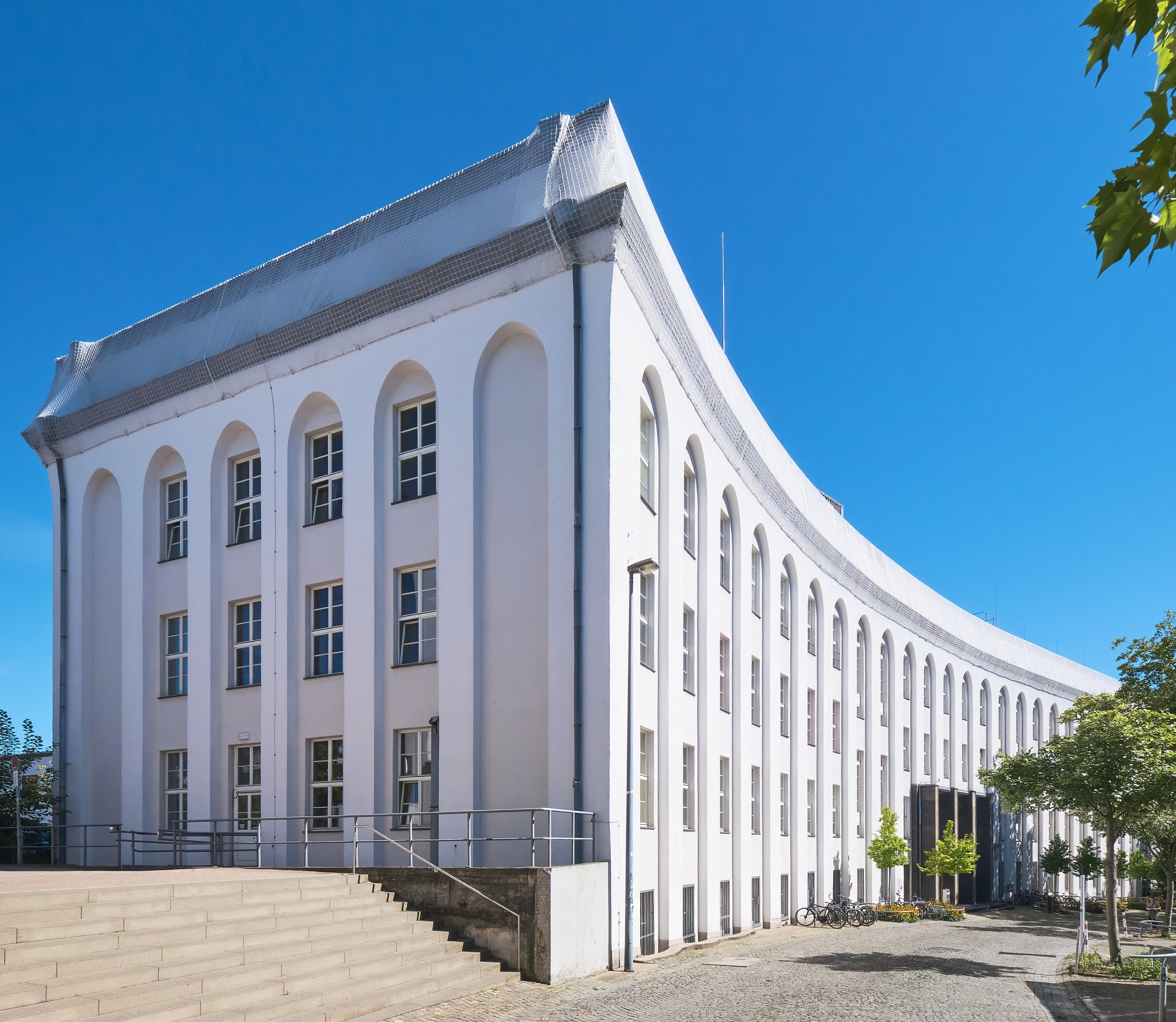
Rogowski-Institut
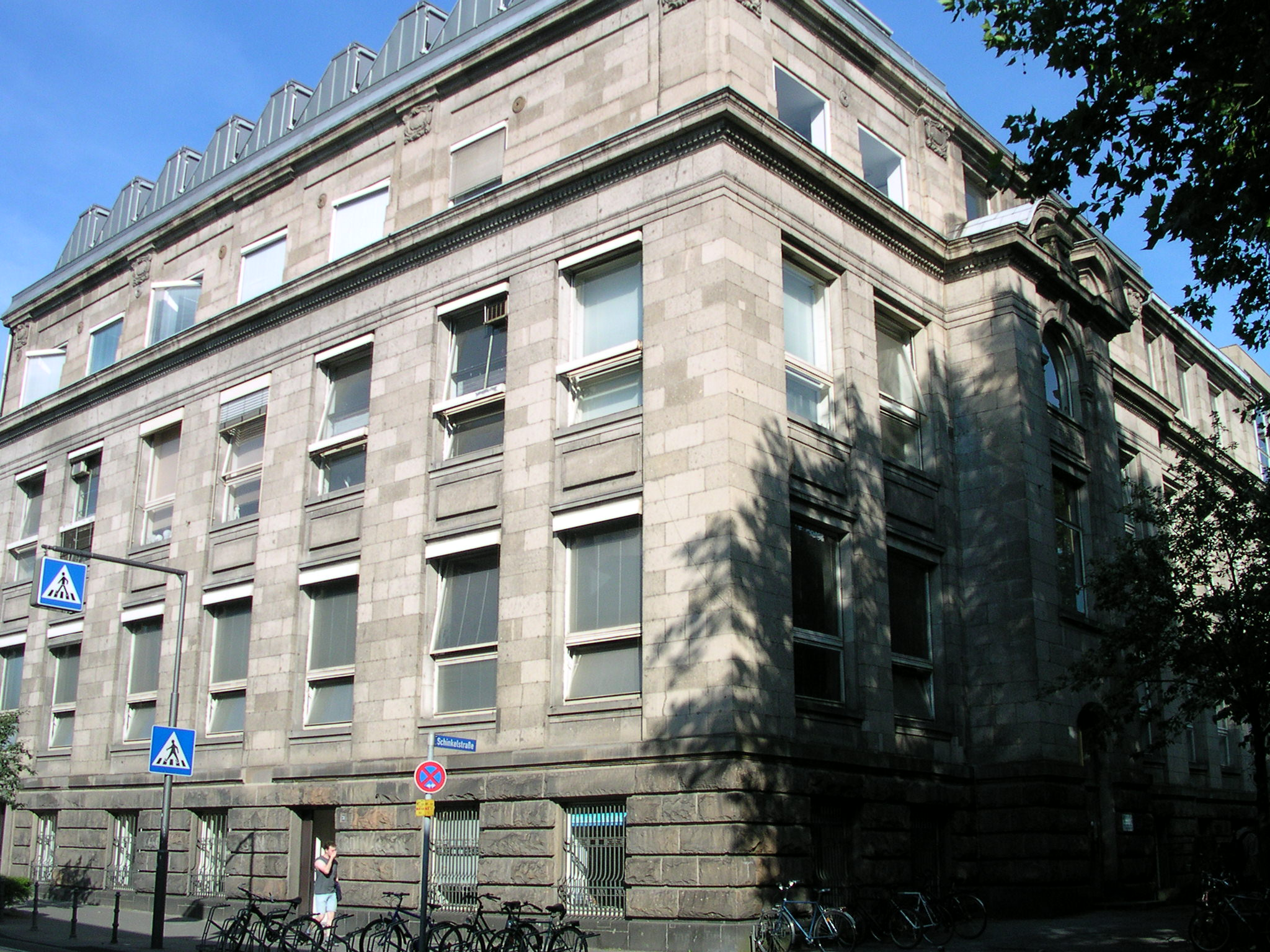
Reiff-Institut
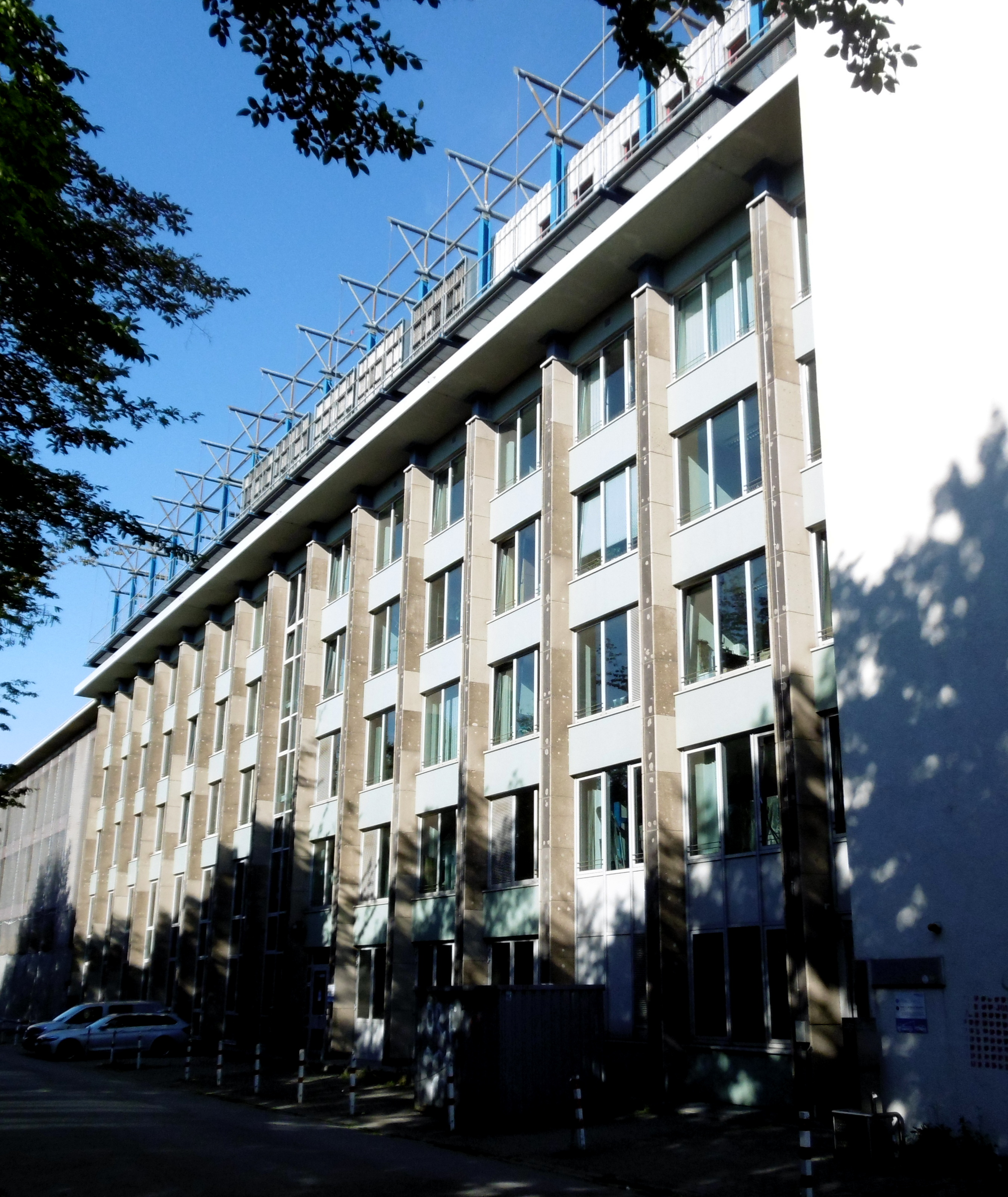
IME-Maschinen-elemente
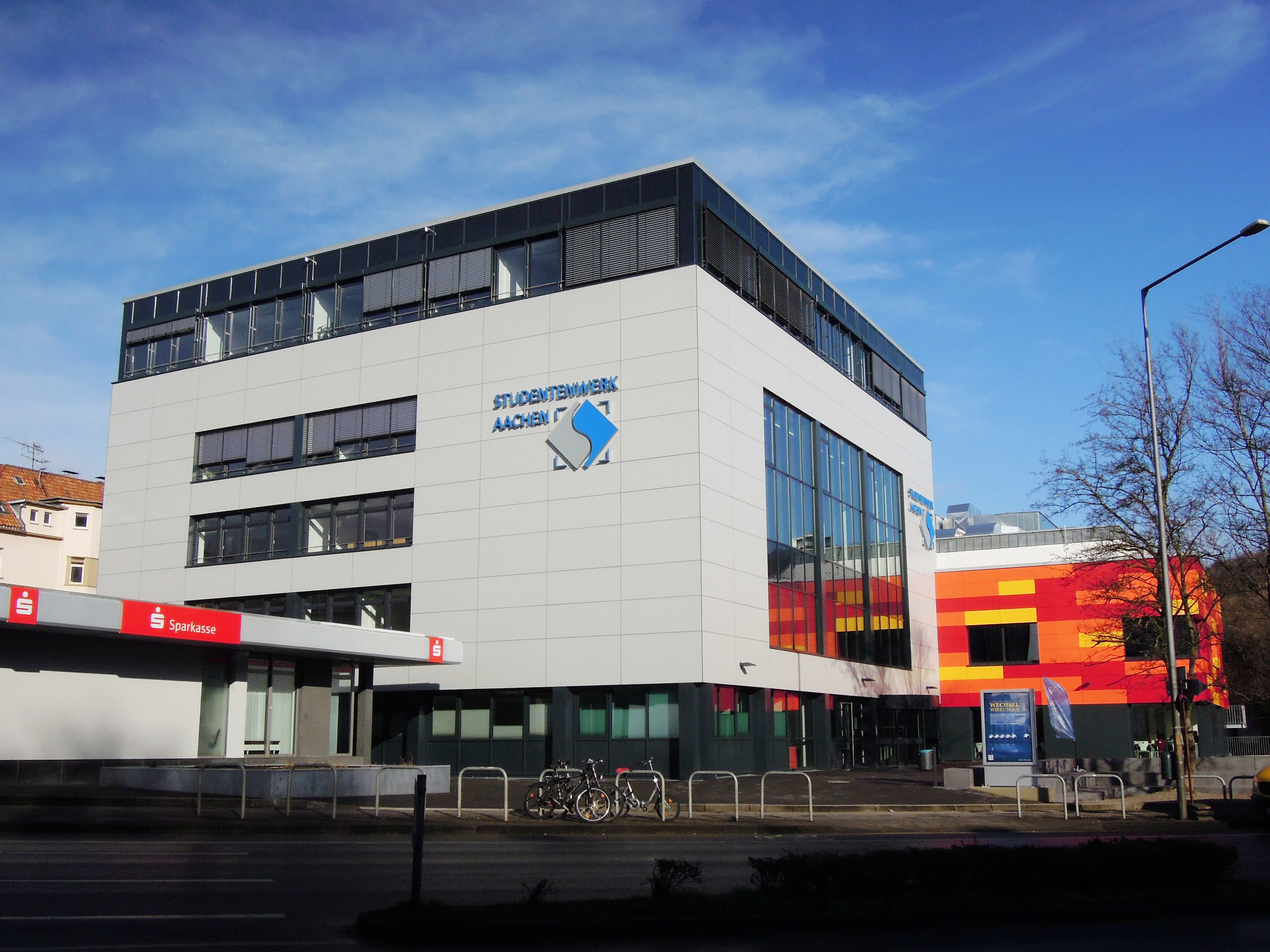
Mensa Academica
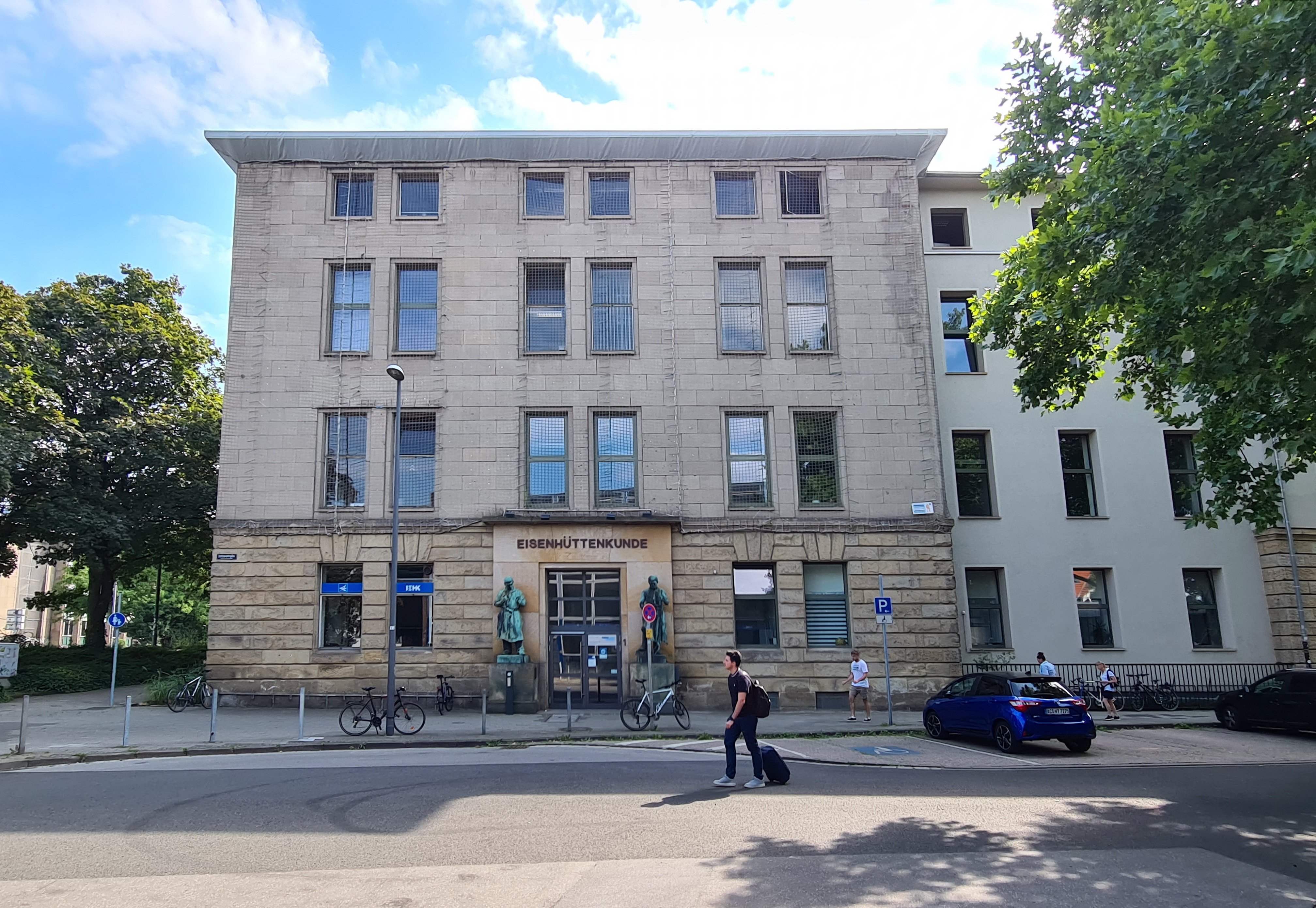
Institut für Eisenhüttenkunde
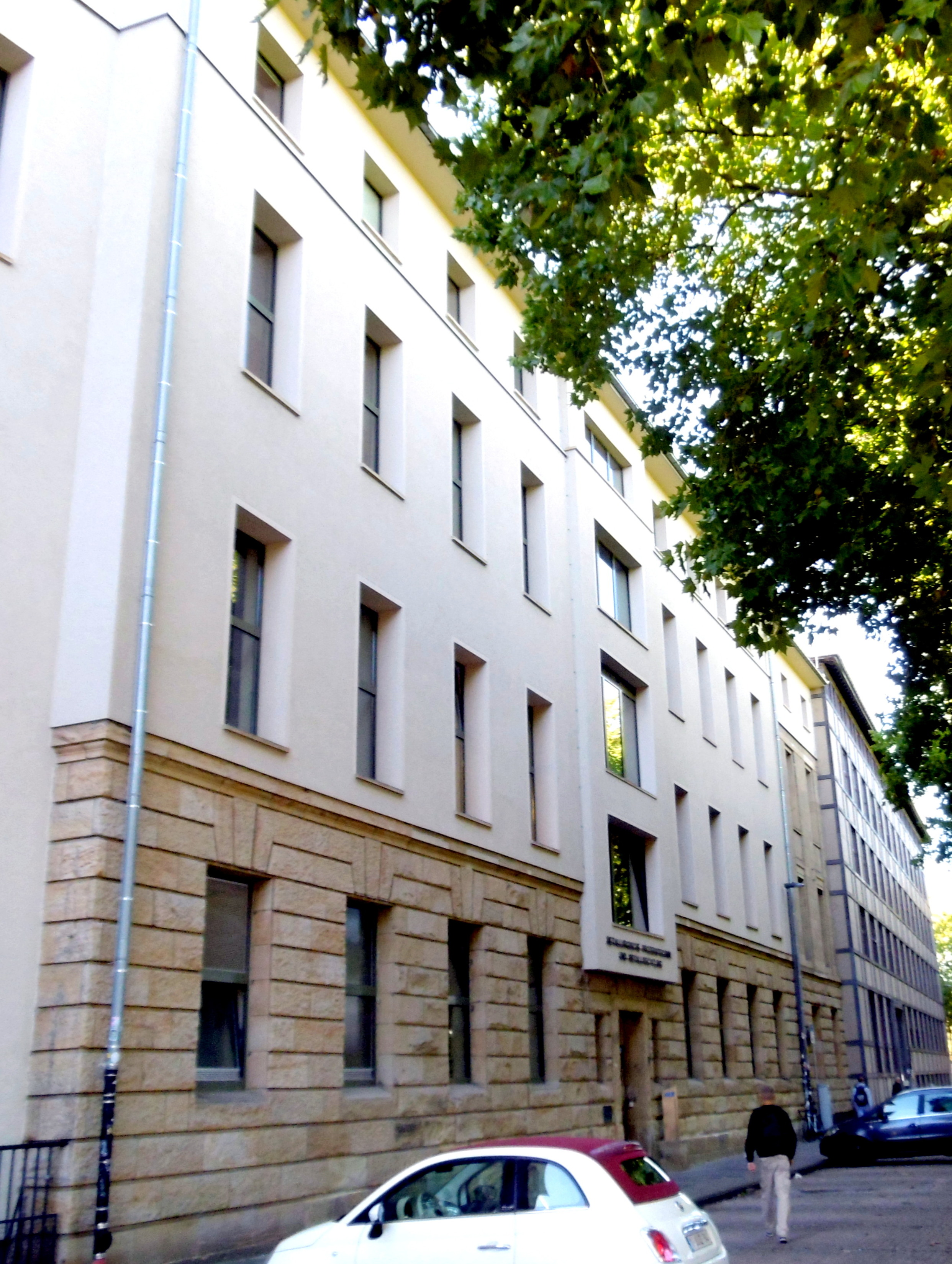
IME-Prozeßtechnik
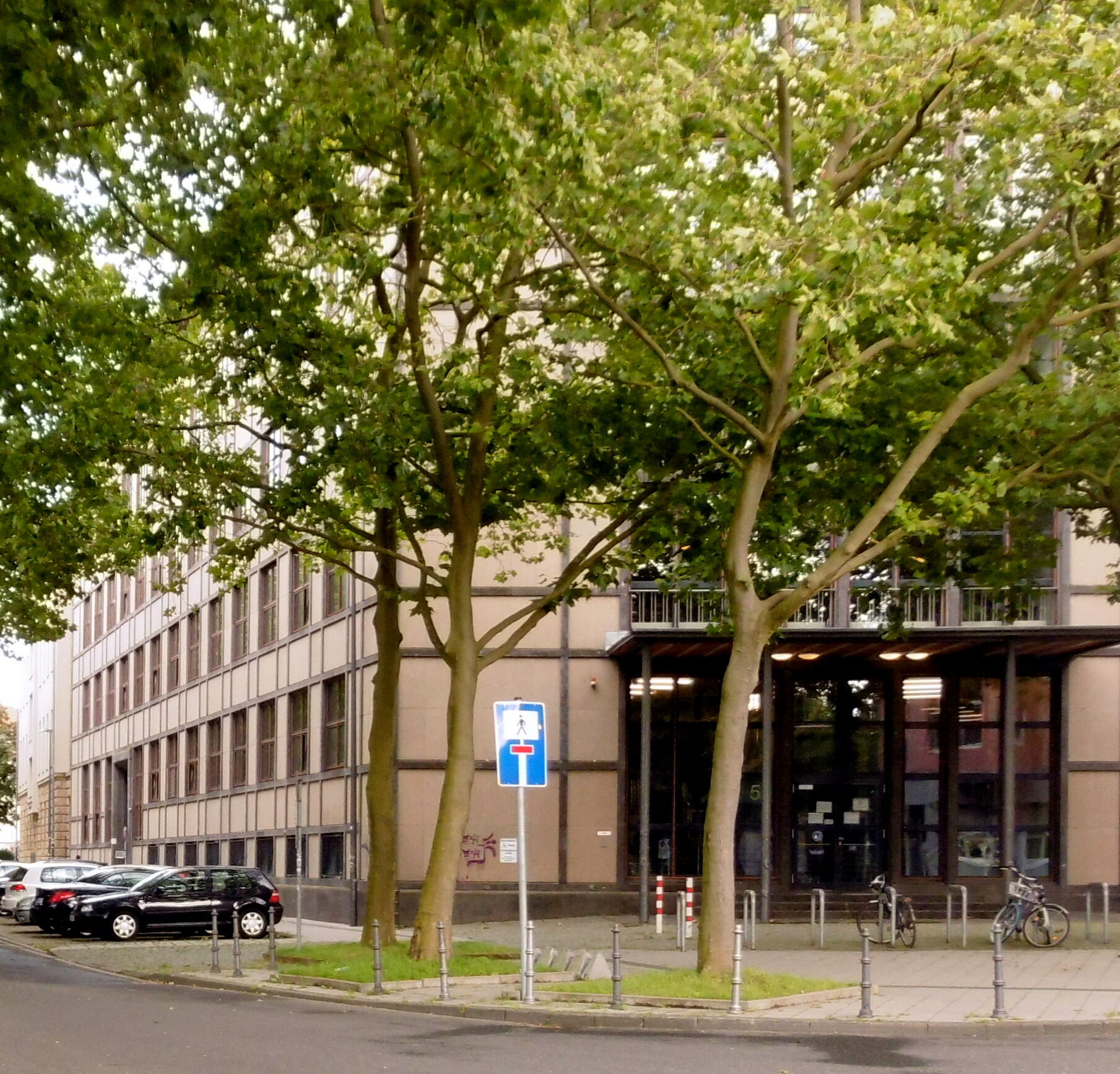
Gießerei-Institut
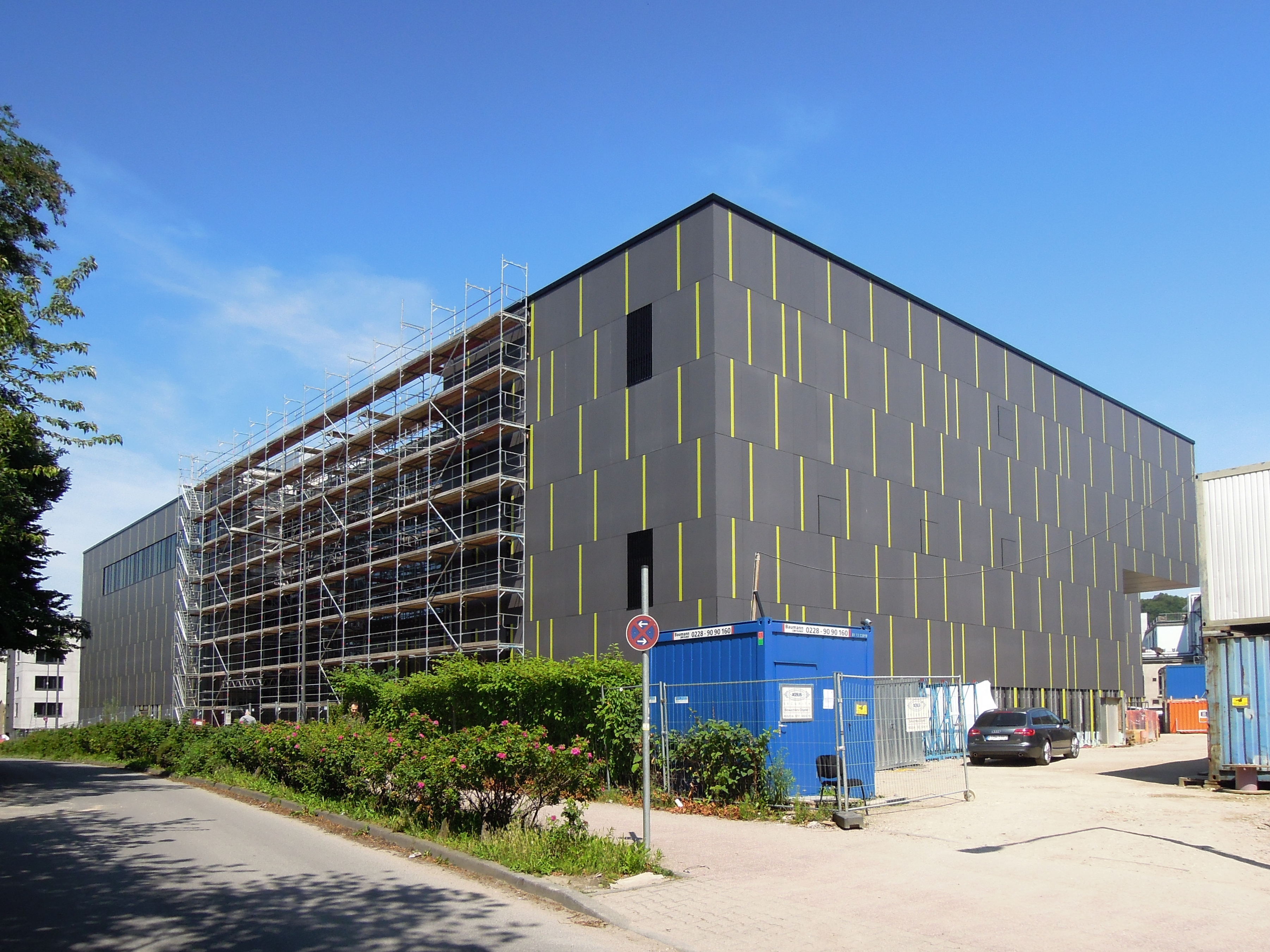
CARL